# Golešnica (wieś)
Golešnica (cyr. Голешница) – wieś w Serbii, w okręgu niszawskim, w gminie Aleksinac. W 2011 roku liczyła 1 mieszkańca.